# Dick Norman
Dick Norman (ur. 1 marca 1971 w Waregem) – belgijski tenisista, reprezentant w Pucharze Davisa, zwycięzca turniejów ATP World Tour w deblu.

## Kariera tenisowa
Leworęczny zawodnik, jeden z najwyższych graczy wśród tenisistów (2,03 m), zadebiutował w gronie zawodowców w 1991 roku. Dnia 17 czerwca 2013 roku, w wieku 42 lat, zakończył karierę tenisową podczas turnieju w 's-Hertogenbosch.
W grze pojedynczej pierwsze sukcesy zaczął odnosić w roku 1995 kiedy to w maju doszedł do IV rundy wielkoszlemowego Wimbledonu, eliminując kolejno trzech byłych mistrzów tego turnieju (dwóch w grze pojedynczej) – Pata Casha, Stefana Edberga i deblistę Todda Woodbridge; przegrał w 1/8 finału z innym dawnym zwycięzcą wimbledońskim, Borisem Beckerem. W lipcu tegoż samego roku wygrał swój pierwszy turniej rangi ATP Challenger Tour, w Newcastle. Dwa lata później wygrał zawody tej samej rangi w Dreźnie i Neumünster oraz dotarł do III rundy Rolanda Garrosa; przegrał z późniejszym finalistą i byłym triumfatorem turnieju Hiszpanem Sergim Bruguerą. W roku 2001, w maju, wygrał rozgrywki ATP Challenger Tour w Antwerpii, a w 2002 roku w Magdeburgu, San Luis Potosí, Andorze i Quito. Sezon 2003 zakończył z jednym zwycięstwem - w San Luis Potosí, a w roku 2004 zatriumfował w Ischgl. W roku 2005 zwyciężył na początku lutego w Belgradzie, a pod koniec sezonu w Dnipropietrowsku. W sezonie 2007 doszedł do swojego pierwszego półfinału turniejów rangi ATP World Tour, na trawiastych kortach w Newport, eliminując m.in. Michaela Berrera; przegrał z Nicolasem Mahutem. W roku 2009, przechodząc najpierw eliminacje, wygrał zawody ATP Challenger Tour w Meksyku. Najwyżej sklasyfikowany w rankingu singlistów był na 85. miejscu na początku listopada 2006 roku.
W grze podwójnej pierwszy finał turniejów ATP World Tour osiągnął w 1995 roku w Pekinie grając w parze z Fernonem Wibierem. Mecz o tytuł przegrali z deblem Tommy Ho-Sébastien Lareau. Na początku 2007 roku wygrał wspólnie Xavierem Malissem turniej w Ćennaju pokonując w finale wynikiem 7:6, 7:6 hiszpańską parę Rafael Nadal-Bartolomé Salvá-Vidal. Drugie turniejowe zwycięstwo wywalczył w lutym 2009 roku, kiedy w parze z Amerykaninem Jamesem Cerretanim wygrali turniej w Johannesburgu. Wiosną tegoż roku osiągnął wielkoszlemowy finał na paryskich kortach im. Rolanda Garrosa w parze z Wesleyem Moodiem. Debliści wyeliminowali m.in. amerykańskich bliźniaków Boba i Mike'a Bryanów, jednak w finale musieli uznać wyższość hindusko-czeskiego duetu Leander Paes-Lukáš Dlouhý przegrywając 6:3, 3:6, 2:6. W wieku 38 lat stał się najstarszym finalistą paryskiego turnieju wielkoszlemowego w erze open. Pod koniec czerwca zwyciężył wspólnie z Moodiem w turnieju rozgrywanym na kortach w 's-Hertogenbosch. Czwarty deblowy tytuł Belg wywalczył na początku lutego 2011 roku w Zagrzebiu. Razem z Horią Tecău pokonali w finale hiszpańską parę Marcel Granollers-Marc López. W maju 2012 roku razem z Xavierem Malissem wystąpił w finale turnieju w Monachium. W meczu o mistrzostwo ulegli parze František Čermák–Filip Polášek 4:6, 5:7. Najwyższą pozycję w zestawieniu deblistów Norman osiągnął pod koniec kwietnia 2010 roku- nr 10.
W 1995 roku debiutował w reprezentacji Belgii w Pucharze Davisa; przyczynił się do awansu Belgów do najwyższej grupy rozgrywek, grupy światowej, wygrywając dwa mecze w grze pojedynczej oraz występując w zwycięskim deblu (z Filipem Dewulfem) w spotkaniu z Norwegią. Rok później wystąpił w meczu I rundy grupy światowej ze Szwecją, ponosząc porażki zarówno w grze pojedynczej, jak i podwójnej. Powrócił do reprezentacji narodowej po kilkuletniej przerwie w 2004 roku (mecz z Chorwacją). W 2005 roku wystąpił w meczu z Serbią i Czarnogórą, w 2006 roku ze Słowacją, w 2007 z Niemcami (ponownie w grupie światowej). W tym ostatnim spotkaniu pokonał Philippa Kohlschreibera.

### Finały w turniejach ATP World Tour
| Legenda                                      |
| -------------------------------------------- |
| Wielki Szlem                                 |
| Igrzyska olimpijskie                         |
| Tennis Masters Cup / ATP Finals              |
| ATP Masters Series / ATP Tour Masters 1000   |
| ATP International Series Gold / ATP Tour 500 |
| ATP International Series / ATP Tour 250      |

#### Gra podwójna (4–3)
| Końcowy wynik | Nr | Data                 | Turniej            | Nawierzchnia    | Partner         | Przeciwnicy                        | Wynik finału         |
| ------------- | -- | -------------------- | ------------------ | --------------- | --------------- | ---------------------------------- | -------------------- |
| Finalista     | 1. | 22 października 1995 | Pekin              | Dywanowa (hala) | Fernon Wibier   | Tommy Ho Sébastien Lareau          | 6:7, 6:7             |
| Zwycięzca     | 1. | 7 stycznia 2007      | Ćennaj             | Twarda          | Xavier Malisse  | Rafael Nadal Bartolomé Salvá-Vidal | 7:6(4), 7:6(4)       |
| Zwycięzca     | 2. | 8 lutego 2009        | Johannesburg       | Twarda          | James Cerretani | Ashley Fisher Rik de Voest         | 6:7(7), 6:2, 14–12   |
| Finalista     | 2. | 6 czerwca 2009       | French Open, Paryż | Ceglana         | Wesley Moodie   | Lukáš Dlouhý Leander Paes          | 6:3, 3:6, 2:6        |
| Zwycięzca     | 3. | 21 czerwca 2009      | 's-Hertogenbosch   | Trawiasta       | Wesley Moodie   | Johan Brunström Jean-Julien Rojer  | 7:6(3), 6:7(5), 10–5 |
| Zwycięzca     | 4. | 6 lutego 2011        | Zagrzeb            | Twarda (hala)   | Horia Tecău     | Marcel Granollers Marc López       | 6:3, 6:4             |
| Finalista     | 3. | 6 maja 2012          | Monachium          | Ceglana         | Xavier Malisse  | František Čermák Filip Polášek     | 4:6, 5:7             |